# Lehoczky család

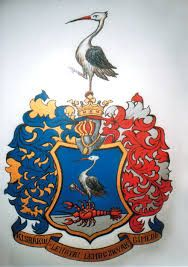
A Lehoczky család "kisrákói" címere

Nemes és báró Lehotai Lehoczky család, régi írásmóddal: Lehotzky, Turóc vármegyének egyik legrégebbi törzsökös családja, Magyarország legrégebbi nemesi családainak egyike, melynek története visszanyúlik az Árpád-korba.

## A család története
Lehoczky András a magyarországi családtan megteremtője így írja az 1798-ban, Pozsonyban megjelent latin nyelvű Stemmatographiában: "A Lehotzkyaknak a Turóc vármegyében lévő Znió váránál tett (éberségéért) őrködési szolgálataikért, IV. Béla király előkelőséget, nemességet, és egy darut adományozott, az éberség jelvényét, melyhez Lehota földbirtok, másképp Kisrákó birtok adományának jelképeként egy Rákot is adott. Itt és Bisztricskán a család törzselődei Beke, Csernyik és Lork már 1280. (helyesen 1284) és 1324. években birtokoltak."

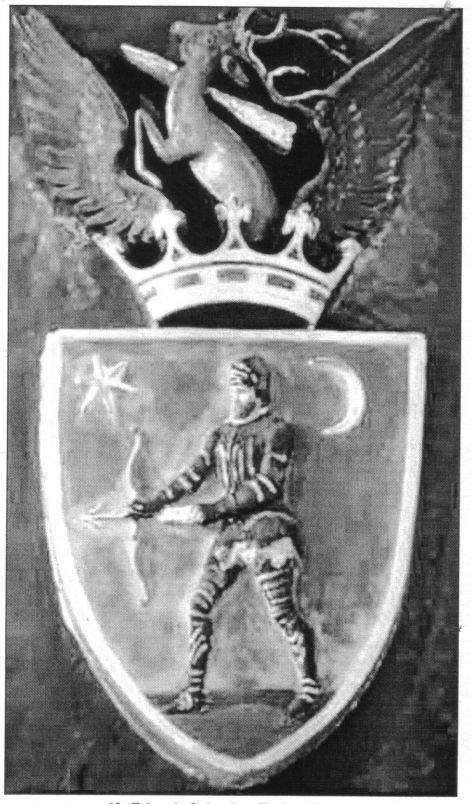
A "Királylehotai" Lehoczky címer

Lehoczky András ezt I. Ferdinánd magyar király 1563. évi nemességmegerősítő és címerújító adománylevelének a szövege alapján írta. A "Znió váránál (éberség) őrködés", az ország határának őrzését jelenti, és a Királylehota felett lévő Wachtár erőd őrségére utal. Mivel a Lehoczkyak ősei, a Hank család, és a tőlük leszármazó többi családok ősei is, a mai Magyarfalu (Uhorská Ves) közelében lévő Várta nevű helyen, Vlachty felett az úgynevezett Ulozseszko helyőrségben, valamint a mai Királylehota feletti Wachtár magaslaton álló helyőrségből védték a határt, már az első magyar királyok korától, és a későbbi időben is, a liptói várak megépülte után is, amíg a 13. század végén Turóc és Liptó vármegyék szétváltak.
Lehoczky András a Stemmatographiában szintén írja még: "A Lehoczkyak ősi nemzetségét Csehországban mondja Pessina, Mars Moravicus címzés alatt ajánlott munkájának a végén. A Hank család történetét megírta Horváth J. C. Hung. 1785 Pozsony, Lehoczky Dániel híres jogtanácsos élete című munkájában.
A már IV. Béla magyar király kora előtt is Turócban és Liptóban birtokló Hank családból származtak a Lehoczky, Prónay, Pongrácz, Szentiványi, Pottornyai, Szmrecsányi, Nádasdi Baán családok. Ez kitűnik a Prónayak őse, Rechk comes és rokonsága levéltárból, valamint a Pongrácz és Szentiványi levéltárból, valamint Királylehota 1361. évi adományleveléből és a Szepesi Káptalani Lista bejegyzéseiből. 
IV. Béla király a ma élő Lehoczkyak egyenesági ősének, Csernyiknek, 1244. november 22-én adományozta Terra Rakouch (Rákóc Földje), vagyis Kisrákó birtokot, Turóc vármegyében. Mivel fiatal kora óta szolgálta, mint (nunc) hírvivő, és kitartott mellette a muhi csata utáni nehéz napokban is.

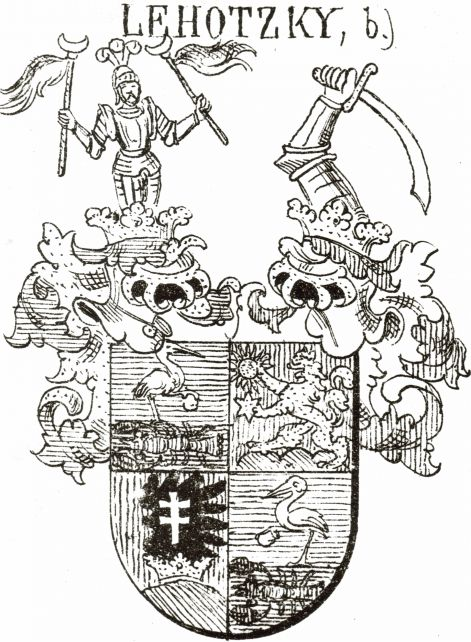
Lehoczky Márton tábornok 1705. évi bárói címere

Csernyik testvére, Lork (Kozma fia Lauren comes) 1284-ben kapta IV. László királytól Kisbisztricska (Jahodnyk) birtokot (ma Turócszentmárton része), mely akkoriban felért északon a Vágig és Szklabinyáig, keleten Béla-Ocskó-Lehotáig, különösképpen, mert Lork felvásárolt birtokokat "jobbágyfiúktól" ("filii iobbagioni" =vármegyei nemesek fiaitól.) Lork ága 1413-ban kihalt. Birtokai a koronára visszaszálltak, majd 1436-ban a Neczpáli II. László kapta királyi adományba, így került Jahodnyk (Kis-Bisztricska) birtoka a Blatnicai uradalomhoz.)
Beke fia János, 1324-ben kapta I. Károly magyar királytól, Dancs mester, zólyomi főispánnak tett familiárisi szolgálataiért Turócbesztercét (Villa Bisticha), a mai Bisztricskát, mert anyai unokatestvéreivel megvédték Csák Máté ellenében a Zólyomi várat I. Károly király számára. Ezt a birtokot 1349-ben a Turóci konvent előtt Beke fia János (Bisztereci János) átíratta anyai unokatestvéreire, a Senicei (Selmeci) Tholtokra, mert fegyvertársai voltak, és ezt a birtokadományt ők is  kiérdemelték.
1361. június 24-én I. Lajos magyar király örökös használatra, minden ott lévő jövedelmével, és minden ott lévő felszereléssel, adományba adta (Egid De Ganh) Hank nembéli Egyednek és fiainak, Barnabásnak, Miklósnak és Kristinnek, és az összes örököseiknek, örök időre, az ő királyi vadászterületeit, a későbbi Királylehotát, melynek határa a Vág folyótól a liptói megyehatárig, valamint Királyhavastól, a Vág forrásától a Boca patakig terjedő hatalmas terület volt. Ezt 1390-ben Zsigmond király is megerősítette, Egyed minden örököse számára, örök időre (Perpetuum Perpetue).
Csernyik unokájának Kisrákói Pálnak utódai örökölték a területet, a szomszédok rendszeresen megsértették a jogaikat, területeket foglaltak el. Ezért 1552-ben I. Ferdinánd király ismét megerősítette a birtokban családot, a mai Lehoczkyakat, és újra odaadományozta, visszaállítva a jogos régi határokat.
1511-1512-ben Kisrákói Lehotai Lehoczky Máté visszavásárolta a család számára a Senicei (Selmeci) Tholtoktól Bisztricskai negyedrészeiket, 200-200 aranyforint örök áron. Ez időtől az ő ága birtokolt Bisztricskán és Kisrákón is, de ők is birtokoltak a Királylehotai közbirtokossági hitbizományban is. Nagyrákón I. András ága birtokolt, akárcsak a Rakovszkyak és a Beniczkyek.
Királylehota 29,5 ezer hektáros birtokát osztatlanul bírta a család minden tagja közbirtokossági hitbizományban. A birtokot egy választott családi igazgató és  négy választott ülnök irányította. A családtagok öröklési jogát a Családi Protokollkönyvben vezették. 
1563-ban I. Ferdinánd magyar király megerősítette a család ősi törzsökös nemességét, és címerújításként, a Kisrákó birtokra utaló rák hátán álló darut adományozta, mintha azt már IV. Béla adományozta volna. 
A család az ország számos vármegyéjébe szétágazott. Elsősorban Turóc vármegyének volt vezető családja, de legnagyobb birtoka Liptó vármegyében Királylehota volt. Az évszázadok alatt, házasságok révén, Felső Magyarország jelentős és előkelő családjaival sokszoros rokoni kapcsolatba került. A XX. század elején atyafiságba került a Belga  királyi házzal is. 
A család átszármazott Pest vármegyébe is, A Soltvadkerti ágazat írta magát Lehoczki írásmóddal. 
A Felső magyarországi vármegyék vezető tisztségviselői közt voltak mindig a család tagjai. Elsősorban jogi pályán szerepeltek, de hadat is állítottak ha kellett. Mint például feljegyezték 1663-ban, hogy Bisztricskán a Thomkák és Lehoczkyak, közösen, nagy számú hadat állítottak.
A katonai pályán Lehoczky Márton tábornok volt a legsikeresebb, Magyarország visszafoglalásakor, a törökök elleni harcokban, Buda, Esztergom és Szeged visszafoglalása során tábornokságig emelkedett, majd a franciák elleni háborúban táborszernagy lett. Generalfeldmachtmeister Szászország és Bajorország generálisa, a volt II. Forgách huszárregiment, a volt Kollonits-, és a volt Blankensteini huszárregimentek valóságos ezredese. 1705-ben bárói rangot kapott. Párbajban hunyt el.

## Címerek
A "Kisrákói" címer, melyet IV. Béla király címeradományának tartanak: A Pajzson Kék mezőben fél lábon álló daru, mely jobb lábában egy kövecset tart,-. alatta ezüst mezőben, vízirányosan egy vörös rák. Címertakarók, kék- arany, és vörös- ezüst, a pajzs fölött ezüst sisak, melynek ötágú koronájában a pajzsbéli daru áll (Ez  I. Ferdinánd király 1563. évi "címerújító" címeradománya.)
A "Királylehotai" címer: A sisakdísz ötágú koronájában, nyakán átlőtt, széttárt szárnyak közt ágaskodó szarvas, az alatta lévő pajzson: zöld alapzaton, kék mezőben álló, nyilazó vitéz, feje felett, két oldalt hold és csillag. A hold és csillag is az" éberség jelvénye", ugyanúgy ahogy " kisrákói címerben" a daru is. A nyilazó vitéz, a szépen megfestett címerképeken jól látszik, hogy körvonalában ugyanaz, mint a fél lábon álló daru (Ez volt a szokásjog alapján használt ősi címer)
Lehoczky Márton tábornok 1705. évi bárói címere, mely Pest vármegye levéltárában található: négyfelé osztott pajzs; – az első és a negyedik mezőben a kisrákói címer: a rák hátán álló daru;- a második, vörös mezőben arany, kettősfarkú oroszlán karmaiban arany napot és csillagot tart; míg a harmadik mezőben zöld hármas-halmon, vörös háttéralapon fekete sasszárny előtt fehér kettős-kereszt. Sisakdísz a pajzs fölött kettő látható: az első sisak koronájában páncélos vitéz áll két kezében török lófarkas zászlókat lenget; a másik sisak koronájából egy páncélos kar nyúlik ki, kezében török kardot (jatagánt) fog s vele a lenti, vízszintes irányból felfelé suhint.

## Neves családtagok
- Lehoczky Márton tábornok

### Alispánok és országgyűlési követek
- Lehotzky Bálint 1560-ban volt Turóc vármegye alispánja. [20]
- Lehotzky András, Ugocsa- vármegye jegyzője, Ugocsa vármegyének országgyűlési követe volt Kováts Andrással együtt 1681-ben. [21]
- Lehotzky György Turóc vármegye alispánja 1696-98 majd ismét 1705. években. [22]
- Lehotzky Ádám Turóc vármegye országgyűlési követe volt Benitzky Tamással együtt 1729. [23]
- Lehotzky Dániel Békés vármegye ülnöke (Assesor et S. Comitis Caus. Cur. Director) Békés vármegye követe volt Glosz Mátyás alispánnal együtt 1751-ben. [24]
- Lehotzky Antal Turóc vármegye jegyzője Turóc vármegye országgyűlési követe volt Justh György alispánnal együtt 1792-ben.[25]
- Lehotzky András Pozsony vármegye országgyűlési követe, Olgyai Gáspár megyei ülnökkel együtt jelölve, Farkas János alispánnal  közösen 1792-ben. [26]
- Lehoczky Imre császári és királyi tanácsos 1849. előtt Turóc vármegye alispánja, 1852. után a Turóc vármegyei cs. kir. törvényszék elnöke.[27]
- Lehoczky Imre Liptó vármegye alispánja 1705-1709 között [28]
- Lehoczky Péter Liptó vármegye alispánja 1832-ben [29]
- Lehoczky Károly Liptó vármegye alispánja volt 1838-1843 között, majd ismét 1849-ig.[30]

Az Osztrák Magyar Monarchia idején:
- Lehotzky Egyed (1822-1894) földbirtokos és országgyűlési képviselő
- Lehoczky Vilmos Turóc vármegye Szucsányi kerületének országgyűlési képviselője 1893-tól, a képviselőház egyik jegyzője, az igazságügyi bizottság tagja

Több királyi ítélőtáblai bíró, és számos császári és királyi tanácsos és császári és királyi kamarás került ki a családból.

### Királyi ítélőtáblai és kúriai bírák
- Lehoczky András (1741-1813) jogász és geneológus, a Stemmatographia írója.[31]
- Lehoczky Kálmán (1838–1907) valóságos belső titkos tanácsos, a pozsonyi királyi ítélőtábla elnöke. A csőd és váltóügyek szakértője. [32]
- Lehoczky Károly (1881-1965) kúriai joggal felruházott királyi ítélőtáblai tanácselnök, a szegedi királyi ítélőtábla polgári perek tanácsának elnöke. (1945 előtt benne volt a "Ki kicsoda" kiadványokban.) [33]
- Lehoczky Oszkár kúriai, majd legfelsőbb bírósági bíró. (A Kisrákói és Alsórásztóki ágból származott)[34]

### További nevesebb közszereplők
- Lehoczky Dániel, a Liptóújvári és Hradeki Kincstári Uradalmak inspektora, aki a bocai aranybányászat miatt elszegényedett.[35] Fia volt:
- Lehoczky Dániel, jogtanácsos, híres ügyvéd, aki török kiűzését követően visszaperelte sok magyar nemesi család számára a jogos birtokaikat a jövevény külföldiek kezéből. Leghíresebb pere volt, melyben a Tisza család birtokait visszaperelte a Modenai Herceg kezéből. Békés vármegye országgyűlési követe az 1751. évi országgyűlésen. (Lásd fentebb országgyűlési követeknél)[36]. Fia volt az említett Lehoczky András.

- Lehoczky Tivadar (1830–1915) munkácsi uradalmi főügyész, régész, történész, néprajzkutató

Híres volt még a két világháború között:
- Lehotzky Pál, felsőházi tag, a Luxus áruházak vezérigazgatója. Az 1950-es években az államhatalom meggyilkoltatta. (1945 előtt benne volt a "Ki kicsoda" kiadványokban.)[37]
- Lehoczky Zoltán (1853-1922) Földművelési miniszteri tanácsadó, Johannita lovag [38]
- Lehoczky Iván (1900-1980) Földművelési miniszteri tanácsadó,  Johannita lovag [39]

A 20. században híresebb emberek:
- Lehoczky Éva (1925–2016) opera-énekesnő (koloratúrszoprán)
- Lehoczky Gergely (1930–1979) író, újságíró
- Lehoczky György (1901–1978) építész, díszítőművész
- Lehotay Árpád (Lehoczky Árpád) (1896-1953) színész, színi igazgató
- Lehoczky Sándor (1928) atléta, magasugró
- Lehoczky Tibor (1897–1971) ideggyógyász, egyetemi tanár
- Lehoczky Zsuzsa (1936) Kossuth-díjas színésznő
- Lehoczki István (1950-2007) Pulitzer-díjas karikaturista, grafikus